# Тугочайка
Тугочайка — река в Омской области России, протекает по Черлакскому и Нововаршавскому районам. Устье реки находится в 1952 км по левому берегу Иртыша. Длина реки — 35 км.

## Данные водного реестра
По данным государственного водного реестра России относится к Иртышскому бассейновому округу, водохозяйственный участок реки — Иртыш от границы с Республики Казахстан до впадения реки Омь, речной подбассейн реки — бассейны притоков Иртыша до впадения Ишима. Речной бассейн реки — Иртыш.